# Josef Mark
Josef Ignaz Mark (11. März 1850 in Wien – 5. Februar 1916 in Karlsruhe) war ein österreichischer Theaterschauspieler und Opernsänger (Bass).

## Leben
Mark wurde von Carl Adolf Friese ausgebildet und begann seine Bühnenlaufbahn 1869 in Innsbruck. 1870 kam er ans Lobetheater nach Breslau, 1872 ans Friedrich Wilhelmstädtische Theater in Berlin, 1874 ans Thaliatheater Hamburg. Von dort wechselte er 1878 ans Stadttheater Hamburg. Nach zehn weiteren Jahren in Hamburg ging er 1888 ans Karlsruher Hoftheater.
Er vertrat das Fach der Helden und Heldenväter und wurde als guter Schauspieler geschätzt. Er übernahm aber auch Bassrollen in der Oper. Mark zählte zu den Stützen der Karlsruher Hofbühne.
Aus seinem Repertoire sind der „Berengar“ in der Braut von Messina, der „Tell“, der „Wallenstein“, der „Götz“, der „Macbeth“, „Präsident Walther“, der „Bären-Josef“ etc. erwähnenswert.